# Parti de la Promesse
 (juin 2025).
Si vous disposez d'ouvrages ou d'articles de référence ou si vous connaissez des sites web de qualité traitant du thème abordé ici, merci de compléter l'article en donnant les références utiles à sa vérifiabilité et en les liant à la section « Notes et références ».

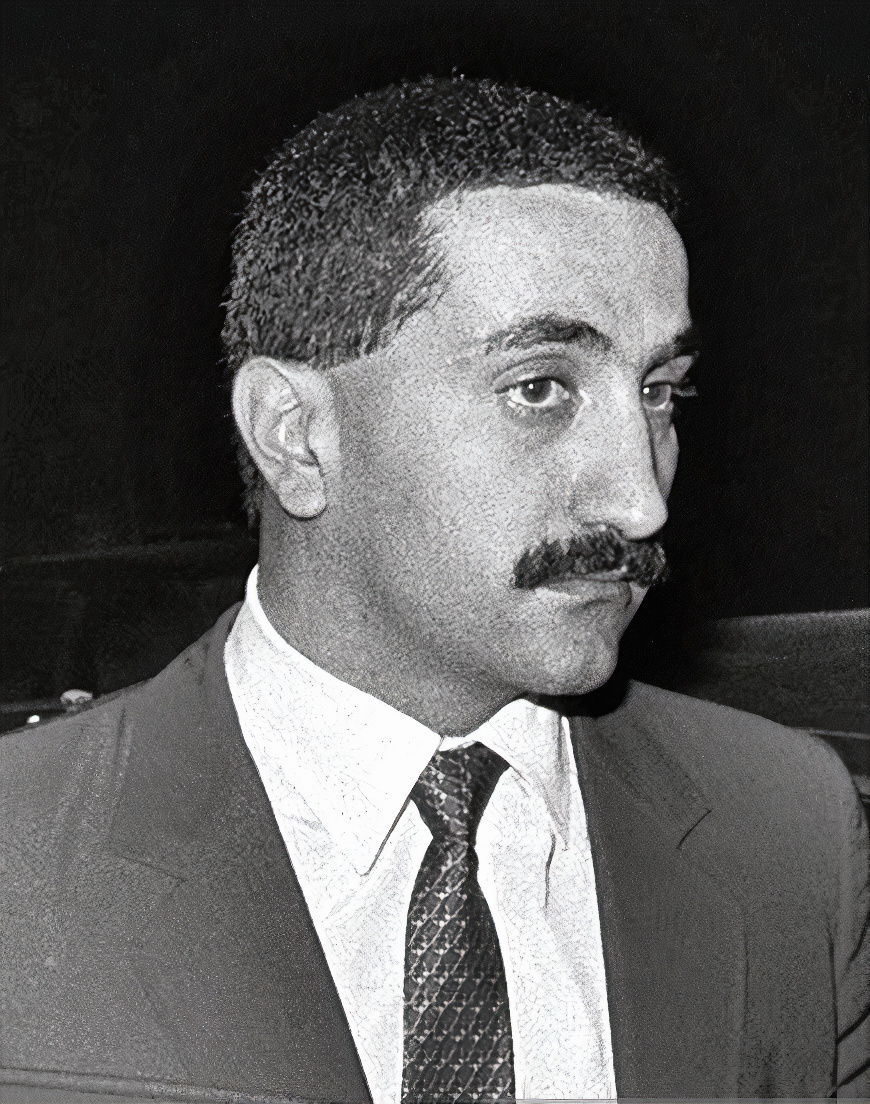
Elie Hobeika en 1972.

Le Parti de la Promesse, également connu sous le nom de Parti Waad (arabe : حزب الوعد , romanisé :  Ḥizb al-Waʿad) est un parti politique libanais fondé par l'ancien chef des Forces libanaises Elie Hobeika.

## Origines
Il a été formé en 1986 dans la ville de Zahlé dans la vallée de la Bekaa, à l'origine sous le titre Parti démocratique national laïc – NSDP (arabe : Hizb al-Watani al-A'almani al-Dimuqrati ), rebaptisé plus tard « Parti de la promesse », et a servi de branche politique de la milice des Forces libanaises – Commandement Exécutif (LFCE).
Le parti a occupé plusieurs ministères au cours des gouvernements consécutifs de 1990 à 1998. Le parti comptait également plusieurs députés de 1992 à 2000.
Après l'assassinat de Hobeika en 2002, le parti était dirigé par son épouse Gina Hobeika, mais sa popularité a considérablement diminué.